# Armes
Armes é uma comuna francesa na região administrativa de Borgonha-Franco-Condado, no departamento Nièvre. Estende-se por uma área de 8,41 km². Em 2010 a comuna tinha 288 habitantes (densidade: 34,2 hab./km²).